# Comitetul Reprezentanților

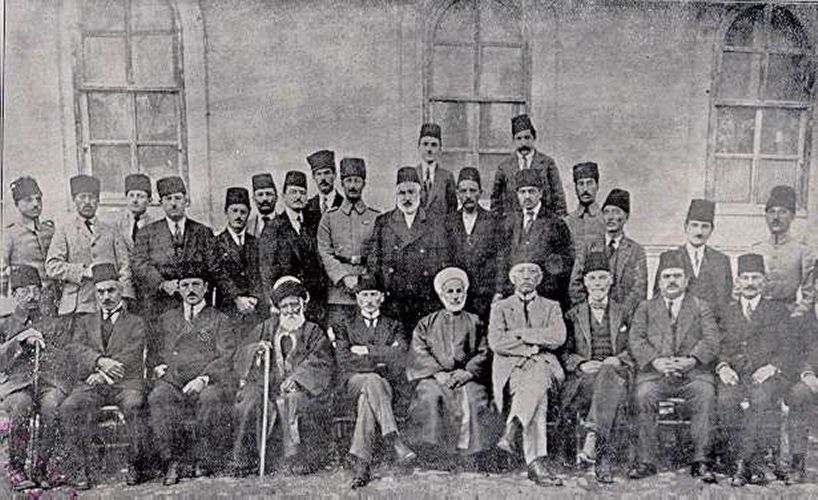
Membri ai Congresului de la Sivas din septembrie 1919.

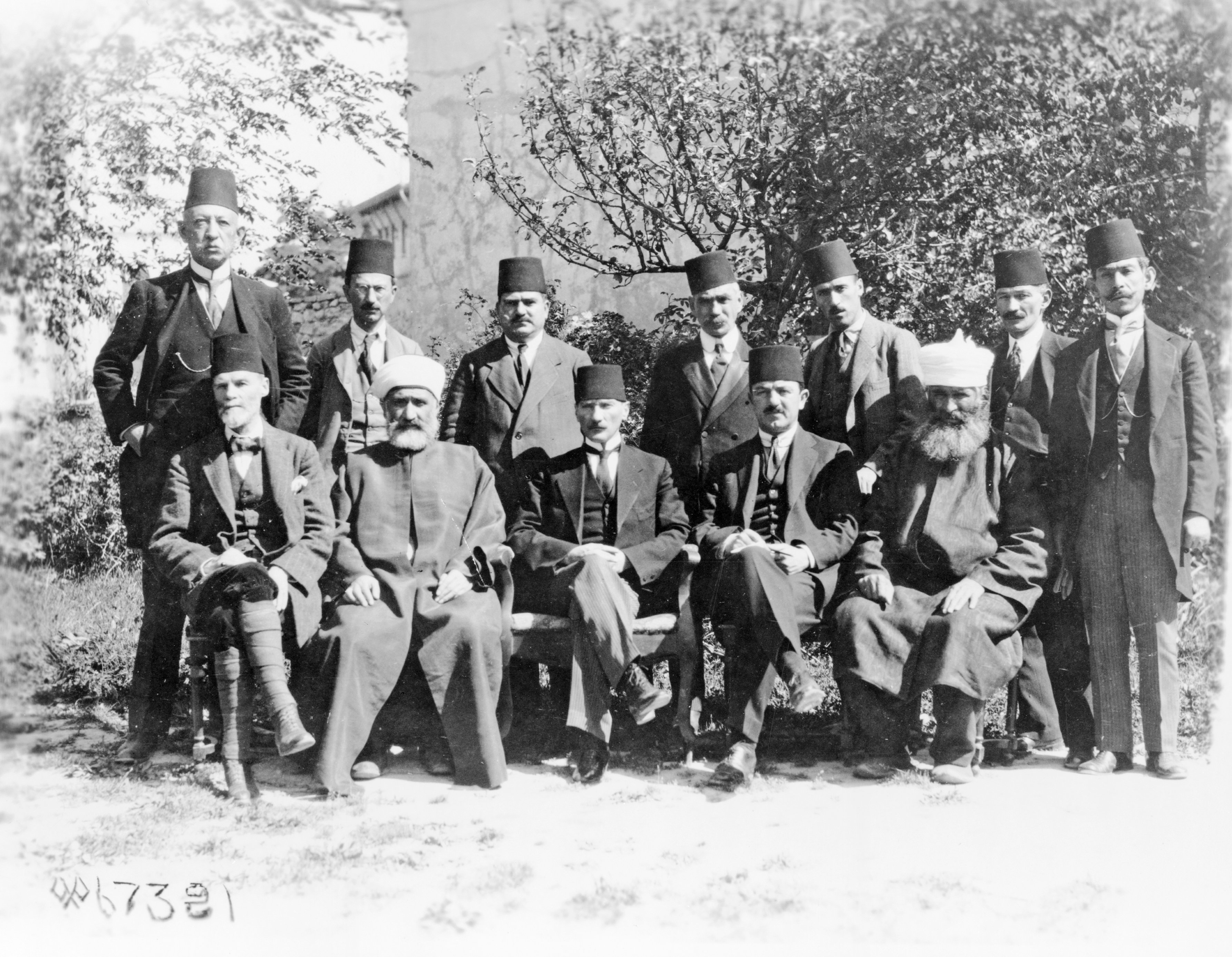
Membri ai Congresului de la Sivas din 1919

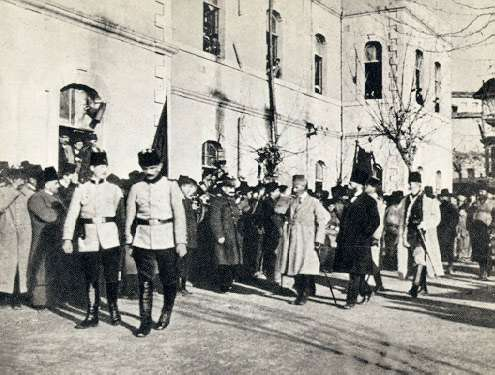
Prima sosire a Comitetului reprezentativ la Ankara la 27 decembrie 1919.

Comitetul Reprezentaților ( turcă Heyet-i Temsiliye) a fost ramura executivă a naționaliștilor turci înainte de deschiderea Marii Adunări a Turciei în perioada 1919–1920.

## Fundal
După ce Imperiul Otoman a fost înfrânt în Primul Război Mondial, naționaliștii turci s-au întâlnit la Sivas și au decis să lupte pentru libertatea Turciei. Deși Congresul Sivas în rezultat s-a încheiat la 11 septembrie 1919, a fost înființat un comitet ca ramură executivă a congresului.

## Membrii comitetului
Numărul reprezentanților în comisie a fost de 16. (De fapt, 9 membri au fost deja aleși la Congresul Erzurum anterior.) Unii dintre membrii comitetului au fost;
- Mustafa Kemal Pașa (mai târziu Atatürk)
- Rauf Bey (mai târziu Rauf Orbay)
- Bekir Sami Bey (mai târziu Bekir Sami Kunduh)
- Refet Bey (mai târziu Refet Bele)
- Kara Vâsıf Bey (mai târziu Mustafa Vasıf Karakol)
- Mazhar Müfit bey (mai târziu Mazhar Müfit Kansu)

Cu toate acestea, unii dintre ceilalți membri au fost indiferenți față de comitet, iar comitetul nu s-a întâlnit niciodată cu numărul total de reprezentanți. Mai târziu (1927) Mustafa Kemal Atatürk, în Nutuk (Marele discurs) s-a plâns de indiferența unora dintre membrii comitetului. 

## În timpul conducerii comitetului
În urma unui complot nereușit de arestare a lui Mustafa Kemal de către un guvernator (Ali Galip) al guvernului otoman, comitetul a interzis orice comunicare între orașele din Anatolia și Istanbul . Premierul otoman Damat Ferit Pașa și-a dat demisia. Deși un nou guvern otoman (guvernul lui Ali Rıza Pașa) a fost format la Istanbul, comitetul a continuat să servească ca un guvern alternativ în Sivas. Pe 27 decembrie 1919 membrii comitetului s-au mutat la Ankara . 
Sultanul Mehmet al VI-lea a decis redeschiderea Adunării Generale a Imperiului Otoman la Istanbul după alegerile din decembrie 1919. Comisia a susținut această decizie și, de fapt, unii membri ai comisiei (cum ar fi Rauf Bey și Kara Vasıf Bey) au participat la ședința parlamentului. Parlamentul s-a întrunit la 12 ianuarie 1920. Cu toate acestea, la 18 martie 1920, forțele britanice din Istanbul au ocupat orașul și au închis parlamentul. Membrii comitetului, precum şi alţi simpatizanţi ai Luptei Naţionale a Turcei au fost arestaţi şi trimişi în exil în Malta. 
Ocuparea İstanbul a oferit comisiei șansa de a deschide parlamentul la Ankara. La 23 aprilie 1920, Marea Adunare a Turciei a fost deschisă la Ankara.

## Urmări
După deschiderea parlamentului turc, în locul comitetului a fost format primul cabinet al miniștrilor executivi ai Turciei (guvernul).

## Galerie

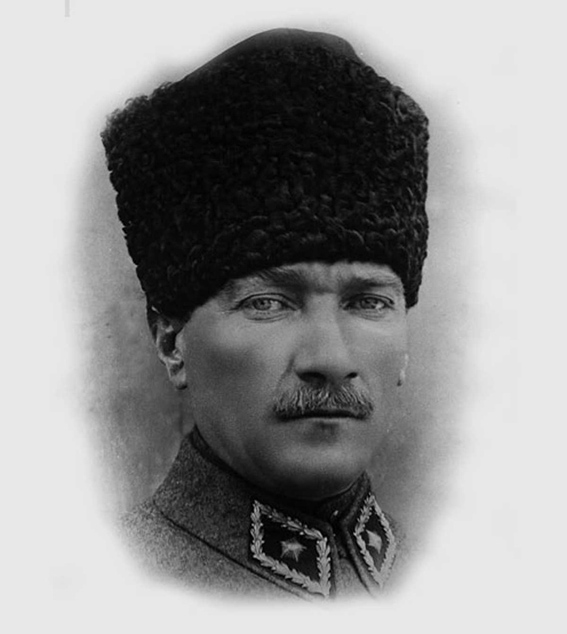
Mustafa Kemal Pașa
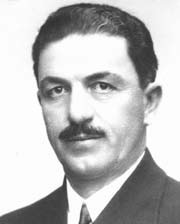
Rauf Bey
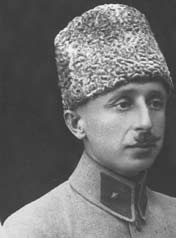
Refet Bey
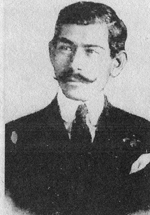
Kara Vasıf Bey
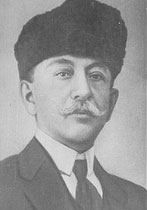
Bekir Sami Bey
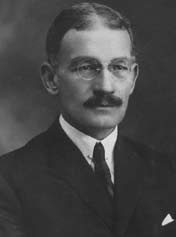
Mazhar Müfit Bey